# Oncobryidae
Oncobryidae is een familie van springstaarten en telt 1 beschreven soort.

## Taxonomie
- Geslacht Oncobrya - Christiansen, KA & Pike, E, 2002
  - Oncobrya decepta - Christiansen, KA & Pike, E, 2002/small>